# Spending Time with Morgan
Spending Time with Morgan är Ane Bruns debutalbum, inspelat 2002 och utgivet 2003.

## Låtlista[2]
1. "Humming One of Your Songs" – 4:55
2. "Are They Saying Goodbye" – 3:58
3. "On Off" – 4:35
4. "I Shot My Heart" – 3:57
5. "Drowning in Those Eyes" – 4:04
6. "So You Did It Again" – 1:53
7. "One More Time" – 4:04
8. "Headphone Silence" – 4:05
9. "What I Want" – 4:08
10. "Sleeping by the Fyris River" – 4:07
11. "Wooden Body" – 4:40
12. "Humming One of Your Songs (Encore)" – 2:19